# Пограничные штаты (США)

Разделение штатов во время Гражданской войны:
Штаты Союза (в том числе присоединившиеся в ходе войны)
Пограничные штаты
Штаты Конфедерации
Территории без статуса штата

В контексте гражданской войны в США пограничные штаты (англ. border states) или пограничный юг (англ. border south) — группа сначала четырёх, а потом пяти рабовладельческих штатов, расположенных на Верхнем Юге, которые остались верны Союзу, а не присоединились к Конфедерации. К ним относились Делавэр, Мэриленд, Кентукки, Миссури и, с 1863 года, новый штат — Западная Виргиния. Все из них граничили на севере со свободными штатами Союз (США), и все, кроме Делавэра, граничили с рабовладельческими штатами Конфедерации на юге.
К 1861 году из 34 штатов США году девятнадцать были свободными, а пятнадцать — рабовладельческими, включая четыре пограничных штата, в каждом из которых рабы составляли относительно низкий процент населения. Когда началась гражданская война, Делавэр не пытался выйти из состава Союза, в Мэриленде местные юнионисты и федеральные войска в значительной степени помешали отделению. В Кентукки и Миссури были созданы альтернативные сепаратистские правительства, но с 1862 года территория этих штатов по большей части оставалась в руках Союза. Ещё четыре штата (Арканзас, Северная Каролина, Теннесси и Виргиния) не выходили из состава союза до сражения за форт Самтер и недолгое время считались пограничными штатами. Во время войны был создан новый пограничный штат — Западная Виргиния, который был образован из 50 округов Виргинии и стал новым рабовладельческим штатом в Союзе в 1863 году (первоначально в нём действовал закон о постепенной отмене рабства).
Прокламация об освобождении рабов, изданная Линкольном 1863 года не распространялась на пограничные штаты, поскольку они не были в состоянии мятежа. Из штатов, которые были освобождены от прокламации, Мэриленд, Миссури, Теннесси (к этому моменту уже в значительной степени занятый войсками Союза) и Западная Виргиния отменили рабство до окончания войны. В Делавэре и Кентукки рабство прекратило своё существование в декабре 1865 года, когда была ратифицирована Тринадцатая поправка к Конституции.
Пограничные штаты верхнего юга имели географические, социальные, политические и экономические связи как с севером, так и с югом, и имели решающее значение для исхода войны. Культурная граница между американским севером и югом, очерченная рекой Огайо по прежнему проходит по некоторым из этих штатов. Президент США Авраам Линкольн и президент Конфедерации Джефферсон Дэвис оба родились в пограничном штате Кентукки, причем накануне гражданской войны Линкольн проживал в Иллинойсе, а Дэвис — в Миссисипи.
После окончания гражданской войны Реконструкция не применялась в отношении пограничных штатов так же, как в отношении других южных штатов, так как они никогда не отделялись. Эти территории прошли свой собственный процесс политической перестройки после принятия поправок, отменяющих рабство и предоставляющих гражданство и право голоса вольноотпущенникам. После 1880 года большинство из этих штатов оказались под контролем белых демократов, которые приняли законы, навязывающие дискриминационные и сегрегационные законы для чернокожих. В отличие от бывших штатов Конфедерации, где почти все чернокожие были лишены избирательных прав до конца первой половины или двух третей двадцатого века, в пограничных штатах их избирательное право сохранилось.